# Simone Resta
Simone Resta (Imola, 14 settembre 1970) è un ingegnere italiano.

## Biografia

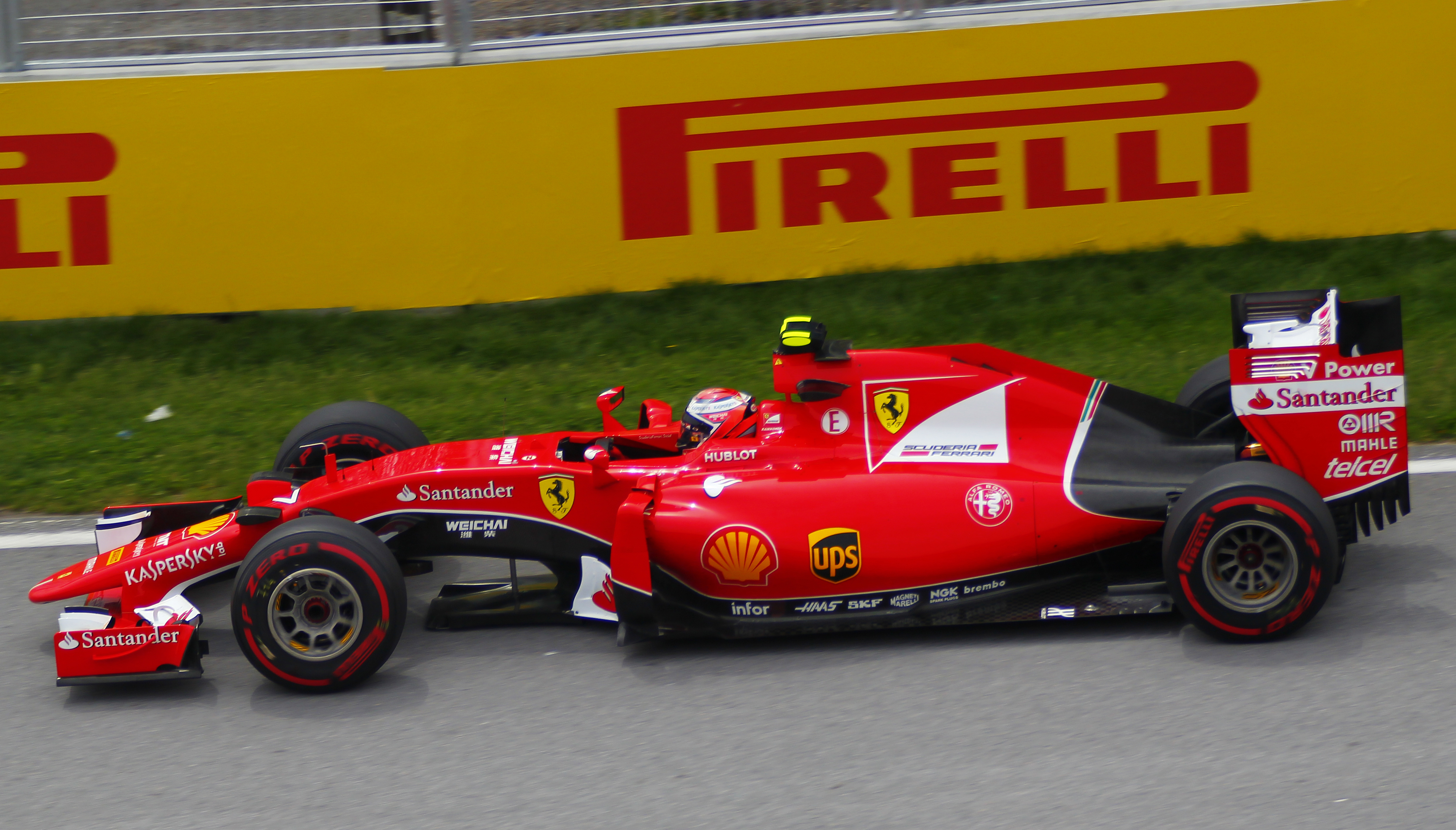
La Ferrari SF15-T progettata da Simone Resta, vincitrice di 3 Gran Premi nella stagione.

Conseguita nel 1995 la laurea in ingegneria meccanica presso l'Università di Bologna, dal 1998 ha lavorato in Minardi nel dipartimento di ricerca e sviluppo.
Nel 2001 inizia la collaborazione con la Ferrari, con il ruolo di Senior Designer Engineer. Dal 2006 assume il ruolo di responsabile del dipartimento di ricerca e sviluppo, e dal 2012 quello di Deputy Chief Designer. Nel 2014 viene nominato dal presidente del Cavallino, Sergio Marchionne, capo progettista.
Nel maggio 2018 lascia l'incarico a Maranello per andare alla scuderia satellite Alfa Romeo. Nell'estate 2019 è richiamato in Ferrari, per poi lasciarla nuovamente dall'inverno 2021 per un altro team satellite, la Haas. Rimane con la squadra statunitense fino all'inverno 2024, quando rassegna l'incarico per divergenze tecniche col proprietario Gene Haas.
Dopo poche settimane viene reso noto il suo passaggio in pectore in Mercedes dalla stagione 2025, nel ruolo di strategic development director della scuderia anglo-tedesca.